# Alemanha nos Jogos Olímpicos da Juventude
A Alemanha estreou-se nos Jogos Olímpicos da Juventude na sua primeira edição (Verão de 2010).

## Quadro de Medalhas

### Medalhas por Jogos de Verão
| Jogos          | Ouro | Prata | Bronze | Total |
| Singapura 2010 | 4    | 9     | 9      | 22    |
| Total          | 4    | 9     | 9      | 22    |

### Medalhas por Jogos de Inverno
| Jogos          | Ouro | Prata | Bronze | Total |
| Innsbruck 2012 | 8    | 7     | 2      | 17    |
| Total          | 8    | 7     | 2      | 17    |

### Medalhas por Esportes
| Esporte             | Ouro | Prata | Bronze | Total |
| Atletismo           | 2    | 0     | 2      | 0     |
| Biatlo              | 4    | 1     | 0      | 5     |
| Boxe                | 0    | 0     | 1      | 1     |
| Canoagem            | 0    | 2     | 0      | 2     |
| Esgrima             | 0    | 0     | 2      | 2     |
| Esqui cross-country | 0    | 1     | 0      | 1     |
| Esqui estilo livre  | 0    | 1     | 0      | 1     |
| Ginástica           | 0    | 0     | 1      | 1     |
| Hóquei no gelo      | 0    | 0     | 1      | 1     |
| Judo                | 0    | 1     | 1      | 2     |
| Luge                | 1    | 3     | 1      | 5     |
| Natação             | 0    | 1     | 2      | 3     |
| Remo                | 1    | 1     | 0      | 2     |
| Salto de esqui      | 1    | 1     | 0      | 2     |
| Skeleton            | 2    | 0     | 0      | 2     |
| Taekwondo           | 0    | 2     | 0      | 2     |
| Vela                | 0    | 1     | 1      | 2     |
| Total               | 12   | 16    | 11     | 39    |

### Medalhistas
| Edição                                          | Medalha | Nome                                                                | Esporte                    | Evento                            |  |
| ----------------------------------------------- | ------- | ------------------------------------------------------------------- | -------------------------- | --------------------------------- |  |
| Verão de 2010 (4 Ouros, 9 Pratas e 9 Bronzes)   | Ouro    | Judith Sievers                                                      | Remo                       | Skiff simples feminino            |  |
| Verão de 2010 (4 Ouros, 9 Pratas e 9 Bronzes)   | Ouro    | Shanice Craft                                                       | Atletismo                  | Arremesso de disco feminino       |  |
| Verão de 2010 (4 Ouros, 9 Pratas e 9 Bronzes)   | Ouro    | Lena Malkus                                                         | Atletismo                  | Salto em distância feminino       |  |
| Verão de 2010 (4 Ouros, 9 Pratas e 9 Bronzes)   | Ouro    | Artur Bril                                                          | Boxe                       | Peso pena (até 57 kg)             |  |
| Verão de 2010 (4 Ouros, 9 Pratas e 9 Bronzes)   | Prata   | Nikolaus Bodoczi                                                    | Esgrima                    | Espada individual masculino       |  |
| Verão de 2010 (4 Ouros, 9 Pratas e 9 Bronzes)   | Prata   | Felix Bach                                                          | Remo                       | Skiff simples masculino           |  |
| Verão de 2010 (4 Ouros, 9 Pratas e 9 Bronzes)   | Prata   | Antonia Katheder                                                    | Taekwondo                  | Até 63 kg feminino                |  |
| Verão de 2010 (4 Ouros, 9 Pratas e 9 Bronzes)   | Prata   | Ibrahim Ahmadsei                                                    | Taekwondo                  | Mais de 73 kg masculino           |  |
| Verão de 2010 (4 Ouros, 9 Pratas e 9 Bronzes)   | Prata   | Juliane Reinhold Lena Kalla Dörte Baumert Lina Rathsack             | Natação                    | 4x100 m livre feminino            |  |
| Verão de 2010 (4 Ouros, 9 Pratas e 9 Bronzes)   | Prata   | Tom Liebscher                                                       | Canoaegm                   | Velocidade K1 masculino           |  |
| Verão de 2010 (4 Ouros, 9 Pratas e 9 Bronzes)   | Prata   | Natalia Kubin                                                       | Judô                       | Até 78 kg feminino                |  |
| Verão de 2010 (4 Ouros, 9 Pratas e 9 Bronzes)   | Prata   | Dennis Söter                                                        | Canoagem                   | Slalom C1 masculino               |  |
| Verão de 2010 (4 Ouros, 9 Pratas e 9 Bronzes)   | Prata   | Florian Haufe                                                       | Vela                       | Byte CII masculino                |  |
| Verão de 2010 (4 Ouros, 9 Pratas e 9 Bronzes)   | Bronze  | Richard Hübers                                                      | Esgrima                    | Sabre individual masculino        |  |
| Verão de 2010 (4 Ouros, 9 Pratas e 9 Bronzes)   | Bronze  | Anja Musch                                                          | Esgrima                    | Sabre individual feminino         |  |
| Verão de 2010 (4 Ouros, 9 Pratas e 9 Bronzes)   | Bronze  | Dörte Baumert Lina Rathsack Lena Kalla Juliane Reinhold             | Natação                    | 4x100 m medley feminino           |  |
| Verão de 2010 (4 Ouros, 9 Pratas e 9 Bronzes)   | Bronze  | Christian Diener Christian vom Lehn Melvin Herrmann Kevin Leithold  | Natação                    | 4x100 m medley masculino          |  |
| Verão de 2010 (4 Ouros, 9 Pratas e 9 Bronzes)   | Bronze  | Dennis Lewke                                                        | Atletismo                  | Arremesso de peso masculino       |  |
| Verão de 2010 (4 Ouros, 9 Pratas e 9 Bronzes)   | Bronze  | Patrick Domogala                                                    | Atletismo                  | 200 m masculino                   |  |
| Verão de 2010 (4 Ouros, 9 Pratas e 9 Bronzes)   | Bronze  | Marius Piepke                                                       | Judô                       | Até 100 kg masculino              |  |
| Verão de 2010 (4 Ouros, 9 Pratas e 9 Bronzes)   | Bronze  | Jana Berezko-Marggrander                                            | Ginástica rítmica          | Individual geral                  |  |
| Verão de 2010 (4 Ouros, 9 Pratas e 9 Bronzes)   | Bronze  | Constanze Stolz                                                     | Vela                       | Byte CII feminino                 |  |
| Inverno de 2012 (8 Ouros, 7 Pratas e 2 Bronzes) | Ouro    | Franziska Preuss                                                    | Biatlo                     | sprint feminino                   |  |
| Inverno de 2012 (8 Ouros, 7 Pratas e 2 Bronzes) | Ouro    | Christian Paffe                                                     | Luge                       | masculino simples                 |  |
| Inverno de 2012 (8 Ouros, 7 Pratas e 2 Bronzes) | Ouro    | Niklas Homberg                                                      | Biatlo                     | perseguição masculina             |  |
| Inverno de 2012 (8 Ouros, 7 Pratas e 2 Bronzes) | Ouro    | Franziska Preuss Laura Hengelhaupt Maximilian Janke Niklas Homberg  | Biatlo                     | equipe mista                      |  |
| Inverno de 2012 (8 Ouros, 7 Pratas e 2 Bronzes) | Ouro    | Franziska Preuss Victoria Carl Maximilian Janke Christian Stiebritz | Biatlo Esqui Cross-country | Biatlo cross-country equipe mista |  |
| Inverno de 2012 (8 Ouros, 7 Pratas e 2 Bronzes) | Ouro    | Sebastian Berneker                                                  | Skeleton                   | masculino simples                 |  |
| Inverno de 2012 (8 Ouros, 7 Pratas e 2 Bronzes) | Ouro    | Jacqueline Loelling                                                 | Skeleton                   | feminino simples                  |  |
| Inverno de 2012 (8 Ouros, 7 Pratas e 2 Bronzes) | Ouro    | Katharina Althaus Tom Lubitz Andreas Wellinger                      | Salto de esqui             | Time misto                        |  |
| Inverno de 2012 (8 Ouros, 7 Pratas e 2 Bronzes) | Prata   | Katharina Althaus                                                   | Salto de esqui             | feminino simples                  |  |
| Inverno de 2012 (8 Ouros, 7 Pratas e 2 Bronzes) | Prata   | Franziska Preuss                                                    | Biatlo                     | perseguição feminina              |  |
| Inverno de 2012 (8 Ouros, 7 Pratas e 2 Bronzes) | Prata   | Tim Brendel Florian Funk                                            | Luge                       | duplas masculinas                 |  |
| Inverno de 2012 (8 Ouros, 7 Pratas e 2 Bronzes) | Prata   | Saskia Langer                                                       | Luge                       | feminino simples                  |  |
| Inverno de 2012 (8 Ouros, 7 Pratas e 2 Bronzes) | Prata   | Saskia Langer Christian Paffe Tim Brendel Florian Funk              | Luge                       | Revezamento time misto            |  |
| Inverno de 2012 (8 Ouros, 7 Pratas e 2 Bronzes) | Prata   | Marius Cebulla                                                      | Esqui cross-coutry         | sprint masculino                  |  |
| Inverno de 2012 (8 Ouros, 7 Pratas e 2 Bronzes) | Prata   | Marzellus Renn                                                      | Esqui estilo livre         | Esqui masculino                   |  |
| Inverno de 2012 (8 Ouros, 7 Pratas e 2 Bronzes) | Bronze  | Toni Gräfe                                                          | Luge                       | masculino simples                 |  |
| Inverno de 2012 (8 Ouros, 7 Pratas e 2 Bronzes) | Bronze  | Alemanha                                                            | Hóquei no gelo             | Competição feminina               |  |